# Писаревка (Миргородский район)
Писаревка (укр. Писарівка) — село, Черкащанский сельский совет, Миргородский район, Полтавская область, Украина.
Код КОАТУУ — 5323288908. Население по переписи 2001 года составляло 198 человек.
Село Писаревка после 1945 года образовано слиянием хуторов: Писаревского, Бакалов и Геренев
Село указано на трехверстовке Полтавской области. Военно-топографическая карта.1869 года как хутор Писаревского

## Географическое положение
Село Писаревка находится между сёлами Булуки и Черкащаны (1 км).
По селу протекает пересыхающий ручей с запрудой.